# Baloncesto universitario en NBC Sports
College Basketball en NBC Sports es la marca de referencia utilizada para las transmisiones de los juegos de baloncesto universitario masculino de la División I de la NCAA producidos por NBC Sports, la división deportiva de la cadena de televisión NBC en los Estados Unidos. NBC transmitió partidos de baloncesto universitario de alguna forma entre 1969 y 1998. Desde 1969 hasta 1981, NBC cubrió el torneo de baloncesto masculino de la División I de la NCAA, convirtiéndose en la primera cadena importante en transmitir el partido de campeonato, con un costo de más de 500,000 dólares en 1969.
En 2011, el canal deportivo Versus de Comcast se incorporó a NBC Sports tras la adquisición de NBC Universal por parte de la compañía. En 2012, experimentó un relanzamiento bajo el nombre de NBC Sports Network (NBCSN). A lo largo de la década de 2010, NBCSN se destacó por transmitir predominantemente eventos de baloncesto pertenecientes a la Conferencia Atlantic 10, la Colonial Athletic Association (CAA) y la Ivy League.
NBCSN perdió los derechos de transmisión de la Colonial Athletic Association (CAA) y la Ivy League, pero mantuvo su contrato con la Conferencia Atlantic 10 (A-10). Este último fue renovado en 2021 mediante un acuerdo plurianual y, posteriormente, se trasladó a USA Network en enero de 2022 después del cierre de NBCSN. En agosto de 2022, NBC Sports anunció la adquisición de los derechos de transmisión del baloncesto de la Big Ten como parte de un acuerdo más amplio con la conferencia. Se estableció un paquete de juegos que serán transmitidos a través de Peacock a partir de la temporada 2023-24.
El 12 de noviembre de 2022, el baloncesto universitario regresó a la red principal de NBC cuando el equipo de baloncesto universitario femenino de Notre Dame se enfrentó al equipo de baloncesto universitario femenino de California como parte del Citi Shamrock Classic inaugural. Fue el primer juego de baloncesto universitario femenino que se transmitió por NBC y el primer juego de baloncesto universitario de cualquier tipo desde 1998. 

## Historia
La conexión de NBC con el baloncesto universitario tiene sus raíces en el 28 de febrero de 1940, cuando W2XBS (la futura estación insignia de NBC, WNBC) llevó a cabo una doble cartelera en el Madison Square Garden de la ciudad de Nueva York. El evento incluyó enfrentamientos entre la Universidad de Pittsburgh y la Universidad de Fordham, seguidos por un enfrentamiento entre la Universidad de Georgetown y la Universidad de Nueva York.

### 1969-1976
Durante el primer año de la cobertura del torneo por parte de NBC en 1969, la cadena transmitió a nivel nacional el juego de consolación y las semifinales nacionales a nivel regional, que se llevaron a cabo un jueves por la noche. En 1972, NBC emitió por última vez el juego de consolación. Al año siguiente, 1973, la Final Four se celebró por primera vez un sábado, y ese mismo año, el partido de campeonato fue el primero en transmitirse en horario de máxima audiencia a través de NBC.
De 1969 a 1972, las competiciones de la Final Four fueron transmitidas nacionalmente, pero divididas en dos transmisiones separadas por regiones geográficas. Debido a que el Torneo de la NCAA no estaba preclasificado, sino basado en la geografía, la Final Four generalmente incluía dos equipos del este y dos del oeste. NBC, con horario de máxima audiencia, televisó el partido de la región oriental en el este y el partido de la región occidental en el oeste. Esta modalidad se tradujo esencialmente en una transmisión nacional dividida, y la división se realizaba a lo largo del tiempo, no en juegos simultáneos. Esta configuración presentó desafíos, ya que cuando Louisville jugó contra UCLA al final del juego en 1972, las personas en el este no pudieron verlo. Además, si el primer juego se extendía a tiempo extra, NBC no podía cerrar la ventana del este y abrir la ventana del oeste. Esto resultaba en que la audiencia del oeste podría ver el final del primer juego, mientras que la del este aún no habría presenciado el juego posterior. Un problema adicional era que los espectadores en el este no podían ver a UCLA en el torneo hasta la final por el título.
En 1974, NBC ofrecía cobertura de nueve juegos en siete ventanas (muy lejos de la cobertura actual del torneo). 1974 también marcó el primer año en que Billy Packer ayudó a comentar un juego de torneo de la NCAA, iniciando una racha que continuó hasta bien entrada la década de 2000. Al año siguiente, NBC transmitió diez juegos en nueve ventanas, presentando las finales regionales como una triple cartelera con cobertura regional en el horario intermedio; Este fue también el primer año que Billy Packer cubrió la Final Four. El torneo de la NCAA de 1974 comenzó la tarde del 9 de marzo con una doble cartelera en NBC. La ACC y Pac 8 tuvieron descansos en la primera ronda, y estas ligas todavía organizaban torneos de conferencia y acción de la temporada regular después de que comenzara el torneo de la NCAA.

### Después de perder los derechos del torneo de baloncesto de la División I (1982-1989)
Después de perder los derechos del torneo ante CBS a partir de 1982, NBC continuó su asociación con TVS hasta 1983, culminando con la transmisión de la final del torneo ACC (la cual tradicionalmente marcaba el cierre de la cobertura de NBC en ese momento).
Después de que TVS volvió a transmitir juegos regionales separados a partir de 1983-84 (en la temporada 1986-87, por ejemplo, NBC transmitió varias transmisiones de Pac-10 a nivel regional), NBC se quedó con los juegos  1].   que CBS no quiso (salvo la final de ACC ) durante el resto de la década de 1980.

### Decadencia (1990-1998)
Con CBS y ESPN ganando fuerza en la década de 1990, todo lo que NBC pudo armar fue un paquete de 4 a 5 juegos con un entonces mediocre programa de Notre Dame . Para la temporada 1992-93, NBC solo transmitió dos juegos, ambos involucrando a Notre Dame (un concurso del 6 de febrero contra Duke y un concurso del 13 de febrero contra Kentucky ). En ese momento, NBC estaba teniendo mucho más éxito con sus transmisiones de los partidos de fútbol de Notre Dame que con las transmisiones de baloncesto del equipo.
El 22 de febrero de 1992, Al McGuire convocó su último partido para NBC ( UCLA @ Notre Dame). "CBS fichó a McGuire para el torneo de la NCAA ". En la temporada 1993-94, NBC solo transmitió un juego, que fue UCLA @ Notre Dame el 5 de febrero. Don Criqui convocó ese particular juego junto a John Andariese . Como se mencionó anteriormente, la temporada anterior, NBC solo transmitió dos juegos, Duke @ Notre Dame el 6 de febrero (que Don Criqui convocó con Quinn Buckner ) y Kentucky @ Notre Dame el 13 de febrero.
Mientras tanto, NBC también transmitió Wooden Classic  de 1994   a 1996, además de mostrar ocasionalmente juegos no relacionados con Notre Dame, como los entre Oklahoma Sooners y Kansas Jayhawks en 1991, Virginia Cavaliers  y North Carolina Tar Heels en 1992, Syracuse Orange - West Virginia Mountaineers en 1997 y 1998, y Boston College Eagles y Georgetown Hoyas en 1998.

### Cobertura de cable y Peacock, paquete Big Ten (2011-presente)
Cuando Comcast y NBC Universal se fusionaron en 2011, la programación de baloncesto universitario en Versus se integró en NBC Sports, que experimentó un relanzamiento como NBC Sports Network (NBCSN) el 1 de enero de 2012. En ese mismo año, NBC Sports cerró acuerdos para transmitir los torneos de baloncesto y fútbol de la Colonial Athletic Association (CAA) en NBCSN y Comcast SportsNet, jbo así como los juegos de baloncesto de la Conferencia Atlantic 10 (A-10) en NBCSN. Además, renovaron los derechos de NBCSN para la Ivy League por dos temporadas más. A finales de la década de 2010, NBC Sports perdió los derechos de transmisión de la CAA y la Ivy League frente a otras cadenas televisivas.
NBCSN continuó su asociación con la Conferencia Atlantic 10 (A-10), la cual fue renovada por última vez en enero de 2021 como parte de un acuerdo de varios años. La cadena transmitió 25 partidos de temporada regular por temporada, además de seleccionar partidos del torneo de baloncesto masculino de la Atlantic 10. NBCSN cerró a finales de 2021, y posteriormente, USA Network asumió las transmisiones de la A-10, entre otras propiedades deportivas.

## Locutores

### Jugar por jugar
- Jason Knapp
- Noé Águila
- Jac Collinsworth
- Cindy Brunson
- Terry Gannon
- Steve Schlanger
- Sloan Martín
- mike corey
- Steve Burkowski
- Pablo Burmeister
- Rich Lerner
- Zora Stephenson

### comentario en color
- Corey Robinson
- Tim McCormick
- Robbie Hummel
- Esteban Bardo
- Matt McCall
- Julianne Viani
- Meghan McKeown
- Juan Giannini
- Tre Demps
- La China Robinson

### Parejas de ex comentaristas
Como se mencionó anteriormente, NBC y TVS fueron socios en la televisión del baloncesto universitario de 1975 a 1983. Por lo general, los sábados, NBC y TVS transmitían una lista regional de baloncesto universitario de las distintas conferencias.